# Porphyrio mcnabi
Porphyrio mcnabi ist ein ausgestorbenes Purpurhuhn, das auf der zu den Gesellschaftsinseln gehörenden Insel Huahine endemisch war. Das Artepitheton ehrt den Zoologen Brian K. McNab, der über die Evolution und physiologische Ökologie flugunfähiger Vögel, insbesondere Rallen, auf den Pazifikinseln forschte. Die subfossilen Überreste wurden in der Fundstelle Faʻahia zu Tage gefördert.

## Merkmale
Der Holotypus ist ein nahezu vollständiger rechter Oberschenkelknochen. Die Paratypen umfassen einen distalen linken Oberschenkelknochen und einen linken Oberschenkelknochen, bei dem das distale Ende fehlt. Porphyrio mcnabi war ein kleines Purpurhuhn. Es hatte eine ähnliche Körpergröße wie das Zwergsultanshuhn (Porphyrio martinica) und der ebenfalls ausgestorbene Koau (Porphyrio paepae). Es war größer als das Bronzesultanshuhn (Porphyrio alleni) und das Azursultanshuhn (Porphyrio flavirostris), aber kleiner als die ausgestorbene Nordinseltakahe (Porphyrio mantelli), die Südinseltakahe (Porphyrio hochstetteri), das gewöhnliche Purpurhuhn (Porphyrio porphyrio) und das ausgestorbene Neukaledonische Purpurhuhn (Porphyrio kukwiedei). Es ist wahrscheinlich, dass die drei Oberschenkelknochen zu einem adulten Weibchen, einem juvenilen Männchen und einem weiteren juvenilen Vogel gehören. Aufgrund fehlender Skelettelemente des Flugapparates und des Schultergürtels lässt sich nicht schlüssig feststellen, ob Porphyrio mcnabi flugfähig war oder nicht.

## Aussterben
Porphyrio mcnabi ist vermutlich während der frühen Besiedlung der Gesellschaftsinseln durch den Menschen zwischen 700 und 1200 n. Chr. ausgestorben.